# 第十九国立銀行
第十九国立銀行（だいじゅうくこくりつぎんこう）は、八十二銀行の前身の一つとなった明治期の銀行。
1877年（明治10年）、長野県の佐久地方の豪商であった黒沢鷹次郎らを中心に長野県小県郡上田町（現・上田市）で設立。上田・諏訪地方の地場産業であった養蚕、生糸事業を中心に事業を拡大。

## 沿革
- 1877年（明治10年）10月10日：地元の地主・商人らによって設立。頭取に黒沢鷹次郎。
- 1877年（明治10年）11月8日：開業。
- 1897年（明治30年）3月1日：国立銀行営業満期前特別処分法に基づき私立銀行に転換し、第十九銀行に改称。
- 1900年（明治33年）1月4日：信濃貯金銀行を合併。
- 1920年（大正9年）6月21日：信州銀行を合併。
- 1922年（大正11年）6月1日：南佐久銀行を買収。
- 1928年（昭和3年）5月12日：東山銀行を買収。
- 1929年（昭和4年）4月15日：中野銀行を買収。
- 1931年（昭和6年）8月1日：第一次世界大戦後の慢性不況と世界恐慌による生糸価格の暴落などの中、一県一行政策により、第六十三国立銀行と合併し八十二銀行を新立。